# Cincinnatus Leconte

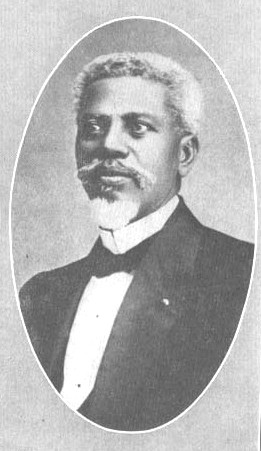
Cincinnatus Leconte

Jean Jacques Dessalines Michel Cincinnatus Leconte (* 29. September 1854 in Ouanaminthe oder Saint-Michel-de-l’Atalaye; †  8. August 1912 in Port-au-Prince) war ein haitianischer Politiker und Präsident von Haiti.

## Biografie

### Berufliche und politische Laufbahn
Der Urenkel von Jean-Jacques Dessalines, dem ersten Präsidenten und Kaiser von Haiti, absolvierte ein Studium im Ausland. Nach seiner Rückkehr war er als Ingenieur und Lehrer tätig, ehe er Direktor der Zollbehörde von Cap-Haïtien wurde.
Bereits während der Amtszeit von Präsident Florvil Hyppolite (1889 bis 1896) war er Minister. Am 13. Dezember 1897 wurde er von Präsident Tirésias Simon-Sam zum Minister für öffentliche Arbeiten und Landwirtschaft berufen.
Leconte, der bereits 1902 nach dem Rücktritt von Simon-Sam Präsident werden sollte, wurde wegen Verwicklungen in dem so genannten Konsolidierungsskandal (Process de la Consolidation) angeklagt und erst durch Präsident François C. Antoine Simon 1908 begnadigt.
Leconte war anschließend ein wichtiger Unternehmer, der maßgeblichen Einfluss auf die bei ihm beschäftigten Arbeitnehmer ausübte. Beunruhigt darüber, dass der Bau der Eisenbahnstrecke zwischen Port-au-Prince und Cap-Haïtien diesen Einfluss verringern würde, trieb er den Aufstand der Kleinbauern (Cacos) an.

### Präsident 1911 bis 1912
Nachdem er am 2. Februar 1911 die Kontrolle über die Stadt Ouanaminthe errungen hatte, wurde er vom Revolutionskomitee in Gonaïves bereits zum Präsidenten proklamiert, allerdings kam es in den folgenden Monaten noch zu Konflikten zwischen den unterschiedlichen Revolutionsarmee, wie zum Beispiel den Anhängern von Leconte und General Anténor Firmin, dem bisherigen Gesandten in Großbritannien.
Diese Proklamation wurde dann am 5. August 1911 mit seiner Wahl als Nachfolger von François C. Antoine Simon zum Präsidenten von Haiti durch die Nationalversammlung bestätigt. Dabei konnte er insbesondere auf die Unterstützung deutscher Kaufleute zählen sowie die wie bei vorherigen Machtwechseln ebenfalls oftmals gesandten ausländischen Soldaten, wie diesmal von deutschen Marineinfanteristen. Am 7. August 1911 stellte er der Öffentlichkeit seine neue Regierung vor.
Trotz seiner Verwicklung in den Konsolidierungsskandal, aufgrund dessen er beim Volk zunächst wenig angesehen war, gelang es ihm bald das Vertrauen des Volkes durch die Einrichtung öffentlicher Stiftungen zu erlangen. In den folgenden Monaten kam es zu einer Rückkehr von Frieden, Ehrlichkeit und Fortschritt. Gleichzeitig kam es während seiner Regierungszeit zu einer Reform der Armee und den Bau der Dessalines-Kasernen sowie einer Wiederherstellung von Ordnung im öffentlichen Dienst. Bei einem Besuch Haitis durch US-Außenminister Philander C. Knox wurden zugleich auch die Beziehungen zu den Vereinigten Staaten von Amerika verbessert. Während seiner kurzen Amtszeit setzten sich die anti-arabischen, insbesondere anti-syrischen Stimmungen fort – diese Gruppen von Ausländern aus dem zerfallenden Osmanischen Reich, die in einer relativ kurzen Zeit die Kontrolle über den Großteil des Mittelstandes in der Hauptstadt Port-au-Prince und mehreren Großstädten erlangt hatte, wurden für die wirtschaftliche Krise verantwortlich gemacht.
Am 8. August 1912 starb er zusammen mit dreihundert Offizieren und Soldaten der Präsidialgarde nach etwas mehr als einjähriger Amtszeit bei einer Explosion, die den Präsidentenpalast in Port-au-Prince völlig zerstörte. Zum Nachfolger als Präsident wurde noch am gleichen Tag Tancrède Auguste gewählt.